# Kriegerdenkmal (Gagny)

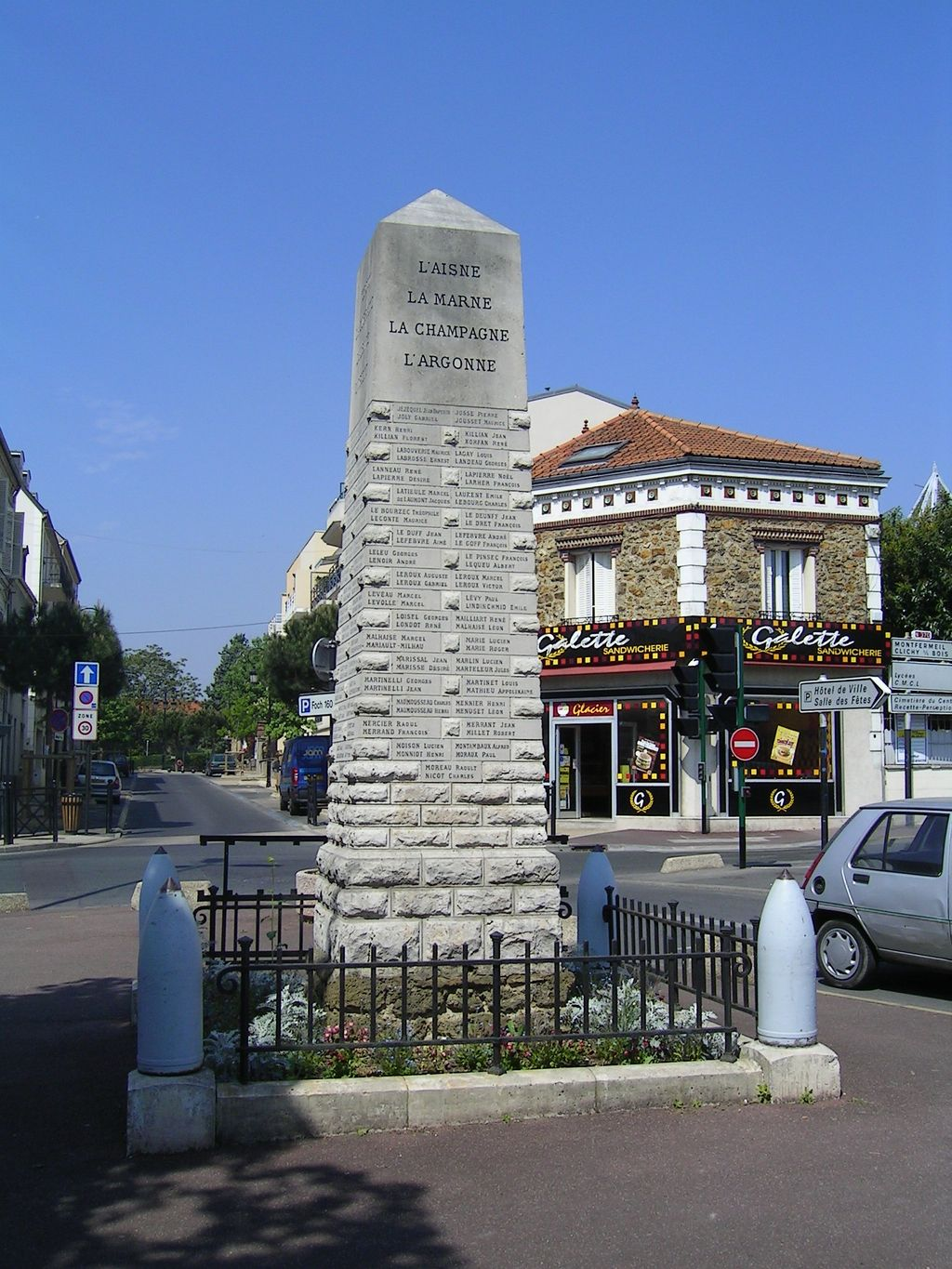
Kriegerdenkmal in Gagny

Das Kriegerdenkmal in Gagny, einer französischen Stadt im Département Seine-Saint-Denis in der Region Île-de-France, wurde 1920 errichtet. Das Kriegerdenkmal an der Place Foch erinnert an die 280 Militärangehörigen aus Gagny, die im Ersten Weltkrieg getötet wurden. 
Auf einem rechteckigen Steinsockel mit der Inschrift der Getöteten steht ein Obelisk, der mit Bossenwerk versehen ist. 